# Courtney Whitney

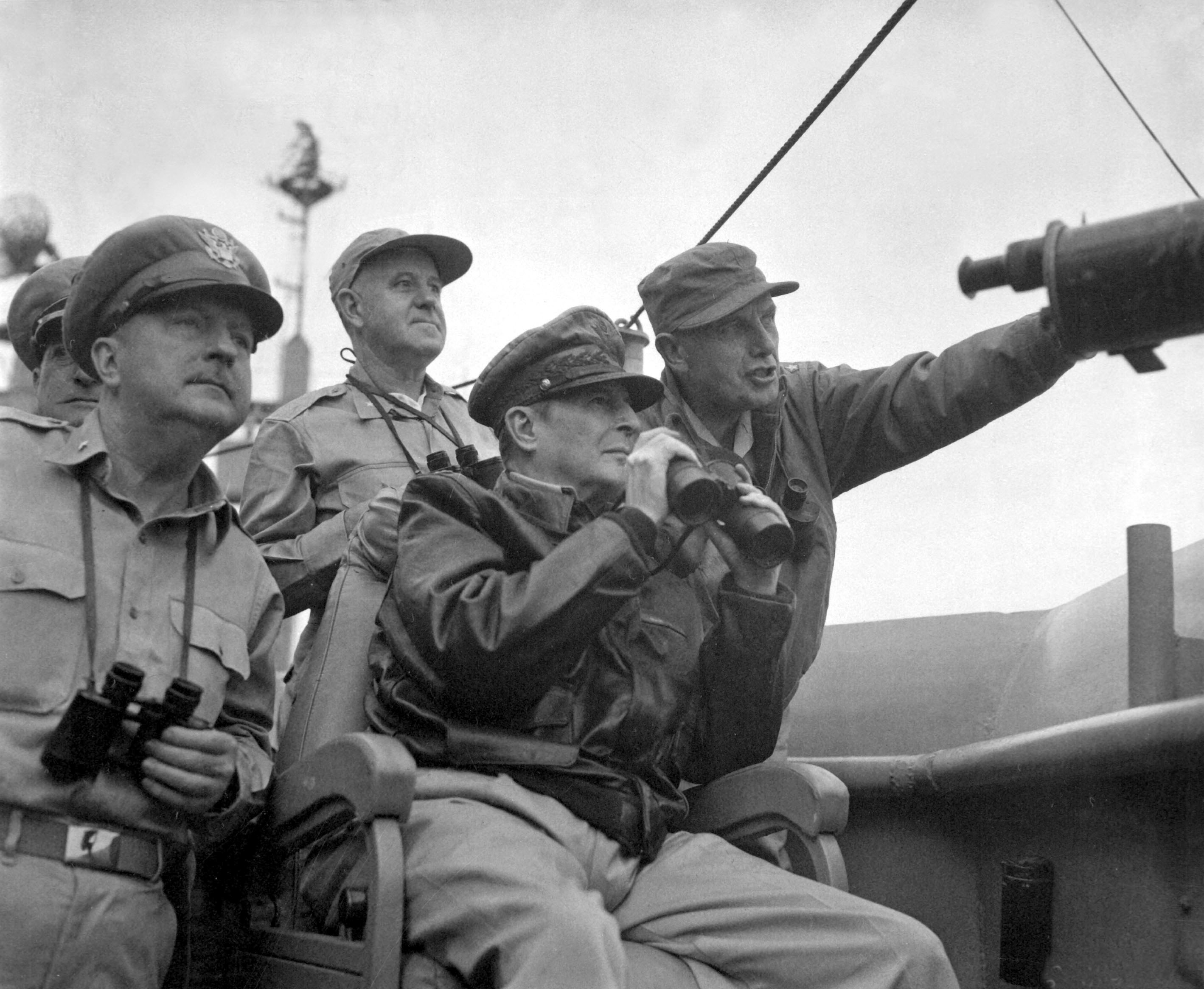
Courtney Whitney (links) neben MacArthur während der Operation Chromite

Courtney A. Whitney (* 20. Mai 1897 in Takoma Park, Maryland; † 21. März 1969 in Washington, D.C.) war ein US-amerikanischer Offizier, zuletzt Major General, und enger Vertrauter Douglas MacArthurs.

## Leben
Whitney wurde als Sohn eines Beamten im US-Landwirtschaftsministerium geboren. Nach dem Eintritt der Vereinigten Staaten in den Ersten Weltkrieg trat er als Private der Nationalgarde des District of Columbia ein und wurde später zur Aviation Section, U.S. Signal Corps versetzt. 1918 wurde er als 2nd Lieutenant ins Offizierskorps aufgenommen. Er absolvierte die Signal Corps Aviation School und diente auf Flugplätzen in den USA und auf den Philippinen. 1923 schloss er ein Studium der Rechtswissenschaften an der Columbia National Law School ab und wurde 1925 als Anwalt zugelassen. Von 1926 bis 1927 arbeitete er in der Informationsabteilung im Büro des Chefs des Army Air Corps, bevor er aus der Army ausschied, um für die nächsten 13 Jahre als Anwalt in Manila zu praktizieren. Hier knüpfte er Beziehungen zu hochgestellten philippinischen Persönlichkeiten und zu Douglas MacArthur.
MacArthur sorgte dafür, dass Whitney 1940 als Major der Reserve in der Rechtsabteilung des Army Air Corps wieder eine Stellung erhielt. Im April 1943 wurde er Leiter der Philippine Regional Section des Allied Intelligence Bureau. Als solcher leitete er Propaganda- und Guerilla-Aktivitäten auf dem philippinischen Archipel vor der Rückeroberung der Philippinen ab Herbst 1944.
Nach der Kapitulation Japans 1945 diente Whitney im besetzten Japan als Chef der Government Section der Besatzungsbehörde GHQ. Anfang 1946 informierte er MacArthur, dass das GHQ vor dem ersten Zusammentreten der Far Eastern Commission die Macht habe, die neue japanische Verfassung zu bestimmen. Er wurde anschließend mit dieser Aufgabe beauftragt. Unter Leitung seines Stellvertreters Charles Louis Kades wurde binnen einer Woche ein Entwurf ausgearbeitet, der die Grundlage der neuen Verfassung bildete. Whitney war ferner verantwortlich für die Reform der japanischen Verwaltung bis hinauf zur Regierung und für die politischen Säuberungen dieser Zeit. Er nahm an der Seite MacArthurs als dessen militärischer Sekretär am Koreakrieg teil und begleitete ihn nach dessen Entlassung durch Präsident Truman 1951 zurück in die Vereinigten Staaten, wo er ihn bei seinen Aussagen während der folgenden Kongress-Untersuchung rechtlich beriet. Er schied im gleichen Jahr aus der Armee aus. Er blieb dem General bis zu dessen Tod 1964 eng verbunden und veröffentlichte 1956 die Biographie MacArthur: His Rendezvous with History über ihn.
Whitney starb 1969 im Alter von 71 Jahren und ist auf dem Nationalfriedhof Arlington beerdigt. In dem Spielfilm MacArthur – Held des Pazifik von 1977 wird er von Dick O’Neill gespielt.

## Schriften
- The Case of General Yamashita: A Memorandum (1949)
- MacArthur: His Rendezvous with History (1956)